# Ernest Chalamel
Pour les articles homonymes, voir Chalamel.
Ernest Chalamel (Ernèst Chalamèl en occitan), né le 8 avril 1846 à Dieulefit et mort le 2 avril 1921 dans cette même ville, est un poète français, occitan et félibre,.

## Biographie
Il est rédacteur de Lou Viro-Soulèu[réf. nécessaire].
En 1886, il est fait maître en gai savoir.